# Ryohei Suzuki (futbolista)
Ryohei Suzuki (鈴木 良平 Suzuki Ryohei?,  nacido el 12 de junio de 1949) es un exfutbolista japonés y entrenador de fútbol.
Dirigió a selección femenina de fútbol de Japón en Copa Asiática femenina de la AFC de 1986.

## Clubes

### Como entrenador
| Club                                  | País  | Año         |
| ------------------------------------- | ----- | ----------- |
| Selección femenina de fútbol de Japón | Japón | 1986 - 1989 |
| Nikko Securities Dream Ladies         | Japón | 1990 - 1991 |